# Friuli Latisana Tocai friulano
Il Friuli Latisana Tocai friulano è un vino DOC la cui produzione è consentita nella provincia di Udine.

## Caratteristiche organolettiche
- colore: paglierino, chiaro, talvolta tendente al citrino.
- odore: delicato, gradevole, caratteristico.
- sapore: armonico.

## Produzione
Provincia, stagione, volume in ettolitri
- Udine  (1990/91)  1087,64
- Udine  (1991/92)  1165,96
- Udine  (1992/93)  1974,39
- Udine  (1993/94)  1692,53
- Udine  (1994/95)  1702,26
- Udine  (1995/96)  1336,23
- Udine  (1996/97)  1299,97